# Orthocladius binotatus
Orthocladius binotatus är en tvåvingeart som först beskrevs av Lundstrom 1915.  Orthocladius binotatus ingår i släktet Orthocladius och familjen fjädermyggor. Inga underarter finns listade i Catalogue of Life.